# Takeshi no chōsenjō
Takeshi no chōsenjō (たけしの挑戦状? letteralmente La sfida di Takeshi)

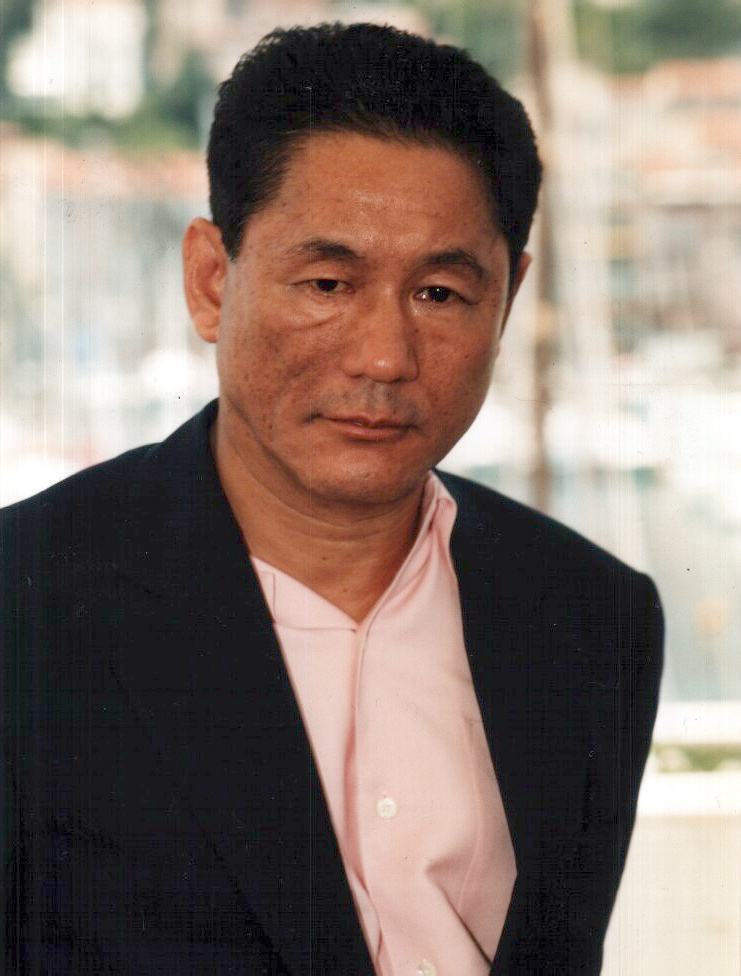
Takeshi Kitano

è un videogioco giapponese per Famicom progettato dall'attore e regista Beat Takeshi. Distribuito esclusivamente in Giappone nel dicembre 1986, è un gioco sperimentale che rompe le classiche regole dei videogiochi e mette alla prova la pazienza del giocatore.